# كونو فيشر
كونو فيشر (بالألمانية: Kuno Fischer)‏ هو فيلسوف ألماني، ولد في 23 يوليو 1824 في Góra ‏ في بولندا، وتوفي في 5 يوليو 1907 في هايدلبرغ في ألمانيا.

## وصلات خارجية
- كونو فيشر على موقع الموسوعة البريطانية (الإنجليزية)